# Катастрофа Let L-410 под Костромой
Катастрофа Let L-410 под Костромой — авиационная катастрофа, произошедшая во вторник 4 декабря 1984 года у деревни Гридино близ Костромы. Авиалайнер Let L-410MA Костромского ОАО авиакомпании «Аэрофлот» выполнял плановый внутренний рейс SU-637 по маршруту Кострома — Иваново — Ульяновск, но через 2 минуты и 20 секунд после взлёта из Костромского аэропорта Сокеркино лайнер резко повернул влево и начал снижение. Экипажу удалось предотвратить снижение, но вскоре у самолёта из-за малой скорости произошла просадка. В результате через 5 минут после взлёта лайнер зацепил деревья и рухнул на землю вблизи деревни Гридино, полностью разрушившись. Погибли все 10 человек на борту — 8 пассажиров и 2 члена экипажа.
На 2024 год это крупнейшая авиационная катастрофа в Костромской области.

## Самолёт
Let L-410M Turbolet с регистрационным номером CCCP-67225 (заводской — 770706, серийный — 07-06) был выпущен 17 июня 1977 года заводом «Let» в Чехословакии. Лайнер передали заказчику — Министерству гражданской авиации Советского Союза, которое в августе направило его в Костромской (193-й) объединённый авиационный отряд Управления гражданской авиации центральных районов. Пассажировместимость салона составляла 8 мест. В августе 1980 года самолёт доработали до модели L-410MA. На день катастрофы совершил 3007 циклов «взлёт-посадка» и налетал 3534 часа.

## Экипаж
Let L-410 пилотировал экипаж из 193-го лётного отряда, в состав которого входил:
- Командир воздушного судна (КВС) — Виктор Игоревич Вюртц.
- Второй пилот — Николай Петрович Звегинец.

## Катастрофа
4 декабря 1984 года в 08:08 МСК в утренних сумерках рейс 637 с 8 пассажирами (в том числе неоформленный Владимир Лебедев — руководитель полётов диспетчерского центра Костромского аэропорта) и 2 членами экипажа на борту вылетел из аэропорта Сокеркино с магнитным курсом 137°, рейс выполнял Let L-410MA борт СССР-67225, летящий из Костромы в Ульяновск с промежуточной посадкой в Иваново. Небо над районом в это время было затянуто слоистыми облаками с нижней границей 220 метров, ветер 280° 5 м/с, морось, дымка, видимость до 4 километров. Экипаж доложил о взлёте, на что диспетчер дал указание подниматься до высоты 1800 метров. Затем через 35 секунд после первого доклада о взлёте экипаж вновь доложил о нём. Диспетчер спросил пилотов, поняли ли они указание подниматься до высоты 1800 метров, но ответа не последовало. Все попытки диспетчера вызвать рейс 637 оказались безуспешными. 
Как было установлено по данным  параметрического самописца, когда спустя 1 минуту 10 секунд с момента взлёта самолёт поднялся на высоту 200 метров,  он вошёл в облака, поэтому экипаж перешёл на полёт по приборам. Следующие 70 секунд самолёт летел в облачности без отклонений и поднялся до 530 метров, после чего экипаж выполнил правый доворот на курс 150° в сторону Приволжска, о чём было доложено на землю. Но после выполнения данного доворота и выхода из правого крена, авиалайнер начал быстро входить в левый крен, который всего за 20 секунд достиг 55°. Возможно, что пилоты это заметили по изменению курса, так как спустя 2 минуты 50 секунд от взлёта (30 секунд от начала поворота) крен перестал расти и за следующие 6 секунд уменьшился до 20-25°. Однако пилоты словно не понимали, в каком положении пространстве находится их самолёт, так как левый крен вновь быстро увеличился и достиг 73°, при этом машина начала снижаться с вертикальной скоростью до 50 м/с, а приборная скорость превысила максимально допустимую 410 км/ч и достигла 485 км/ч. Пилоты попытались прекратить снижение отклонениями руля высоты, что вместе с уменьшением крена привело к тому, что возникла вертикальная перегрузка, а вертикальная скорость снижения только возросла.
На высоте 200 метров авиалайнер вышел из облаков, что позволило экипажу сориентироваться и вывести машину из снижения, а также исправить крен. Но так как поступательная скорость превышала максимально допустимую, а пилоты впервые управляли самолётом на такой высокой скорости, да ещё на столь малой высоте, поэтому они, вероятно, испугались создать отрицательные перегрузки, а потому не стали отклонять руль высоты уже вниз. Между тем, когда на высоте 60 метров крен был исправен, то есть крыло заняло горизонтальное положение, произошёл быстрый прирост подъёмной силы, в результате чего авиалайнер взмыл вверх и, поднимаясь с вертикальной скоростью 20-25 м/с, снова вошёл в облака.
Здесь стоит отметить одну важную конструктивную особенность применявшихся на самолётах Л-410 авиагоризонтов АГБ-2 — при предельном крене 80° их индикация отключаются. В результате при повторном подъёме авиагоризонты уже не выдавали правильных показаний, а потому, летя в облаках без видимых внешних ориентиров, пилоты потеряли ориентацию в пространстве. В результате, поднявшись до высоты 520 метров, самолёт затем вновь начал снижаться. Когда он опять вышел из облаков, экипаж снова вывел его из крена, но в очередной раз не смог предотвратить быстрый набор высоты. Снизившись до высоты 60 метров, лайнер опять ушёл ввысь в облака. Но на сей раз он поднялся только до 320 метров, после чего с крутым креном более 80°, то есть почти с вертикальным крылом в очередной раз начал быстро снижаться. При этом экипаж снизил режим двигателей, благодаря чему приборная скорость не превышала 320 км/ч.
Когда самолёт на высоте 200 метров уже в третий раз вышел из облаков, экипаж также убрал крен. Но так как теперь скорость была в полтора раза ниже, а двигатели работали на малом режиме, возникла просадка, в результате которой вертикальная скорость снижения лишь снизилась с 40 до 10 м/с. Затем летящий с магнитным курсом 340° L-410  на скорости 320 км/ч врезался правой плоскостью крыла в сосну, высота которой достигала 24 метров, потом через два метра — ещё в одну, при этом лайнер ещё и развернуло вправо на 10-15°. Далее правая плоскость врезалась уже в две ели и отделилась, после чего самолёт начал быстро вращаться вправо вокруг продольной оси, при этом врезаясь в ряд деревьев и разрушаясь. Развернувшись так на 330°, машина рухнула на землю, промчалась по ней, а затем врезалась в сетчатый забор на железобетонных столбах и остановилась. Катастрофа произошла в 08:13 близ деревни Гридино и в 11 километрах юго-восточнее (азимут 139°) аэропорта вылета. Весь полёт продлился 4 с половиной минуты от момента разбега. Все 10 человек на борту погибли.

## Расследование
Как было установлено в ходе расследования, из-за неправильной загрузки у самолёта была нарушена центровка, которая выступала за максимально допустимый задний предел на 2,6 % САХ. Однако лайнер был управляем, а комиссия сделала вывод, что нарушение пределов центровки не повлияло на исход полёта. Пилотажные приборы, в том числе основные и резервный авиагоризонты, выключатели коррекции и указатели поворота до разрушения самолёта были включены и работали. Согласно выводам медицинской экспертизы, пилоты находились в стрессовом состоянии (так называемая «шоковая почка»), что могло сыграть свою роль, повлияв на их действия во время развития аварийной ситуации, а также когда был начат вывод лайнера из последнего снижения, закончившийся столкновением с деревьями.
На основании данных с параметрического самописца были проведены лётные и тренажёрные испытания, согласно которым удалось установить, что до высоты 530 метров экипаж следовал верным показаниям авиагоризонтов. Но когда самолёт был выведен из планового правого крена и начал входить во всё увеличивающийся левый, который вскоре достиг предельной величины, то эта ситуация типична, когда авиагоризонт начал неправильно отображать крен самолёта, как словно произошёл так называемый медленный «завал» авиагоризонта. Но так как техническая экспертиза показала, что авиагоризонты были исправны, а гироскопы вращались, то с учётом конструктивных особенностей авиагоризонтов АГБ-2 была выдвинута версия, что пилот, который выполнял управление, за четыре-пять минут до полёта в ходе выполнения технологических операций на аэродроме заранее включил авиагоризонт, а когда выполнял контрольную карту, то по ошибке выключил. Затем в полёте эту ошибку заметили, а потому авиагоризонты были включены. Но это произошло уже после того, как начала развиваться аварийная ситуация, а до этого у пилотов не было информации о неправильных показаниях авиагоризонтов и потому они не перешли на дублирующие приборы. Однако когда крен достиг 80°, то авиагоризонты отключились, из-за чего у экипажа теперь снова не было информации о положении авиалайнера.

### Причины
Так как малые воздушные суда не оборудуются речевыми самописцами, то и полную картину катастрофы следователи установить не смогли, а потому точная причина катастрофы не была установлена. Есть лишь версия, что перед взлётом были по ошибке отключены авиагоризонты, из-за чего на последних была нарушена индикация крена, что в условиях полёта в облаках привело к потере экипажем пространственной ориентации. Свою роль в катастрофе сыграл конструктивный недостаток авиагоризонтов АГБ-2, у которых при достижении предельного крена отключается система индикации, из-за чего у экипажа не оказалось приборов, которые бы отображали точное положение самолёта в пространстве.